# Thirty Million Letters
Thirty Million Letters ist ein Dokumentar-Kurzfilm von James Ritchie aus dem Jahr 1963.

## Inhalt und Hintergrund
Der 30-minütige Dokumentar-Kurzfilm berichtet über die Arbeit der britischen Post, der Royal Mail. In kurzen Sequenzen wird der Weg von Briefen dargestellt, vom Einwerfen in den Briefkasten, das Sortieren in damals modernen Briefverteilanlage in Briefverteilzentren, den Weitertransport in Postfahrzeugen und Postzügen, bis hin zum Ausliefern an den jeweiligen Empfänger.
Die Musik zu dieser Produktion schuf Derek Bourgeois, der damals noch am Magdalene College der University of Cambridge studierte. Er hatte bereits als 19-Jähriger 1960 mit Symphony for Chamber Orchestra, Op. 8: 15 minutes seine erste Sinfonie geschrieben, und komponierte für diesen Film die Overture “Mail Train”, Op. 16: 9 minutes.
Der Film wurde im Auftrag des Postministeriums (General Post Office) von Edgar Anstey für die Filmproduktionsgesellschaft British Transport Films hergestellt. 2009 produzierte BFI Video ein DVD-Video des Films.

## Auszeichnungen
Anstey wurde für den Film bei der Oscarverleihung 1964 für den Oscar für den besten Dokumentar-Kurzfilm nominiert. Anstey, ein Pionier des britischen Dokumentarfilms, produzierte zwischen 1934 und 1979 168 Dokumentar- und Kurzfilme und gewann vier Jahre später bei der Oscarverleihung 1967 den Oscar für den besten Kurzfilm für Wild Wings (1966).